# شيلدز غرين
شيلدز غرين (بالإنجليزية: Shields Green)‏ هو مناهض العبودية ‏ ونادل أمريكي، ولد في 1836 في كارولاينا الجنوبية في الولايات المتحدة، وتوفي في 16 ديسمبر 1859 في تشارلز تاون في الولايات المتحدة بسبب شنق.